# Louis Attrill
Louis Mark Attrill (* 5. März 1975 in Newport, Isle of Wight) ist ein ehemaliger britischer Ruderer.
Attrill war als Jugendlicher in verschiedenen Sportarten wie Cricket, Rugby Union und Kickboxen aktiv, wechselte dann aber am Imperial College London zum Rudern. Er gewann mit dem Achter in seinem ersten Studienjahr die Henley Royal Regatta für Universitätsmannschaften und später auch den Grand Challenge Cup.
International nahm er an den U23-Weltmeisterschaften 1995 teil und belegte mit dem britischen Achter den neunten Platz, im Jahr darauf siegte er mit dem Vierer ohne Steuermann. Ab 1997 gehörte er zum britischen Achter in der Erwachsenenklasse. Nach einem vierten Platz bei den Ruder-Weltmeisterschaften 1997 und einem siebten Platz 1998 gewann der junge britische Achter bei den Weltmeisterschaften 1999 die Silbermedaille hinter dem Titelverteidiger aus den USA. 2000 siegten beim Weltcup-Auftakt die Kroaten vor den Briten. Die anderen beiden Weltcup-Regatten gewannen die Briten, die sich auch bei den Olympischen Spielen 2000 in Sydney vor den australischen Gastgebern und den Kroaten die Goldmedaille sicherten. Bei den Weltmeisterschaften 2001 belegte Attrill mit dem britischen Achter den fünften Platz.